# Композиция IV
«Композиция IV» (нем. Komposition 4) — абстрактная картина русского художника Василия Кандинского, написанная в 1911 году и хранящаяся в Художественном собрании земли Северный Рейн — Вестфалия в Дюссельдорфе, Германия.

## История
Василий Кандинский считается пионером в создании абстрактного искусства. Оставив карьеру юриста, он переехал в Мюнхен в возрасте 30 лет, чтобы начать карьеру художника, где позже заслужил широкое признание. Соучредитель вместе с Францем Марком группы немецких экспрессионистов «Синий всадник» в 1911 году, он пришёл к абстракционизму в течение нескольких лет, между 1910 и 1913 годами, создав первую акварельную абстракцию.
Полотно создано в период жизни мастера в Мурнау-ам-Штаффельзе. Согласно легенде, Кандинский вышел из дома на прогулку, а его помощница и многолетняя любовь Габриеле Мюнтер по незнанию перевернула картину, когда та стояла на мольберте. Когда художник вернулся, он посмотрел на картину и заплакал от радости, увидев, как она прекрасна.

## Контекст
В течение 1910-х годов вплоть до начала Первой мировой войны живопись Кандинского постепенно отходила от фигуративных работ, и именно тогда он начал интересоваться теософией, которая привнесла духовные отсылки в его живописные работы. Его абстрактное предложение, занимающее привилегированное место в истории современного искусства в рамках первого абстрактного движения, это предложение было похоже на другие авангардные движения, возникшие примерно в то же время, такие как конструктивизм или неопластицизм, оба из которых также утверждали процесс прогрессивной абстракции, в результате которого формы постепенно сокращались бы к прямым горизонтальным и вертикальным линиям, а цвета — к чёрному, белому, серому и всем основным цветам.
Использование музыкальных понятий в его произведениях, таких как «композиция», «импровизация» или «созвучие», было связано с синестетической концепцией, в которой эквивалентность различных воспринимаемых порядков, таких как образы и звуки или вкусы и запахи, ценится в работах Кандинского в его интересе к музыке, которая была его первым увлечением и которое он пытался соединиться со своей живописью. Цвета он ассоциировал их со звуками и гармониями, а также с настроениями, все эти идеи художник выразил в своем трактате «Духовное в искусстве», опубликованном в 1911 году, в тот же день, что и работа «Композиция IV»:
Цвет — это средство непосредственного воздействия на душу. Цвет — это клавиатура. Глаз — это молоток, а душа — струнный фортепьяно. Художник — это рука, посредством которой посредничество различных ключей заставляет человеческую душу вибрировать...Кандинский. О духовном в искусстве (1911)

## Описание
В этой картине художник почти полностью обходится без фигуративности, только очерченное присутствие, как трафарет в правой части картины, двух фигур является большей частью композиции для гармонии цвета, чем действительно образной функции. Хроматическая тональность произведения подчинена точке изображения радуги, которая видна в левой части, выглядывающей из-за гор, это аккорды, которые во всей этой картине используются синим, жёлтым и зелёным с вкраплениями красного.